# L'Informateur colonial

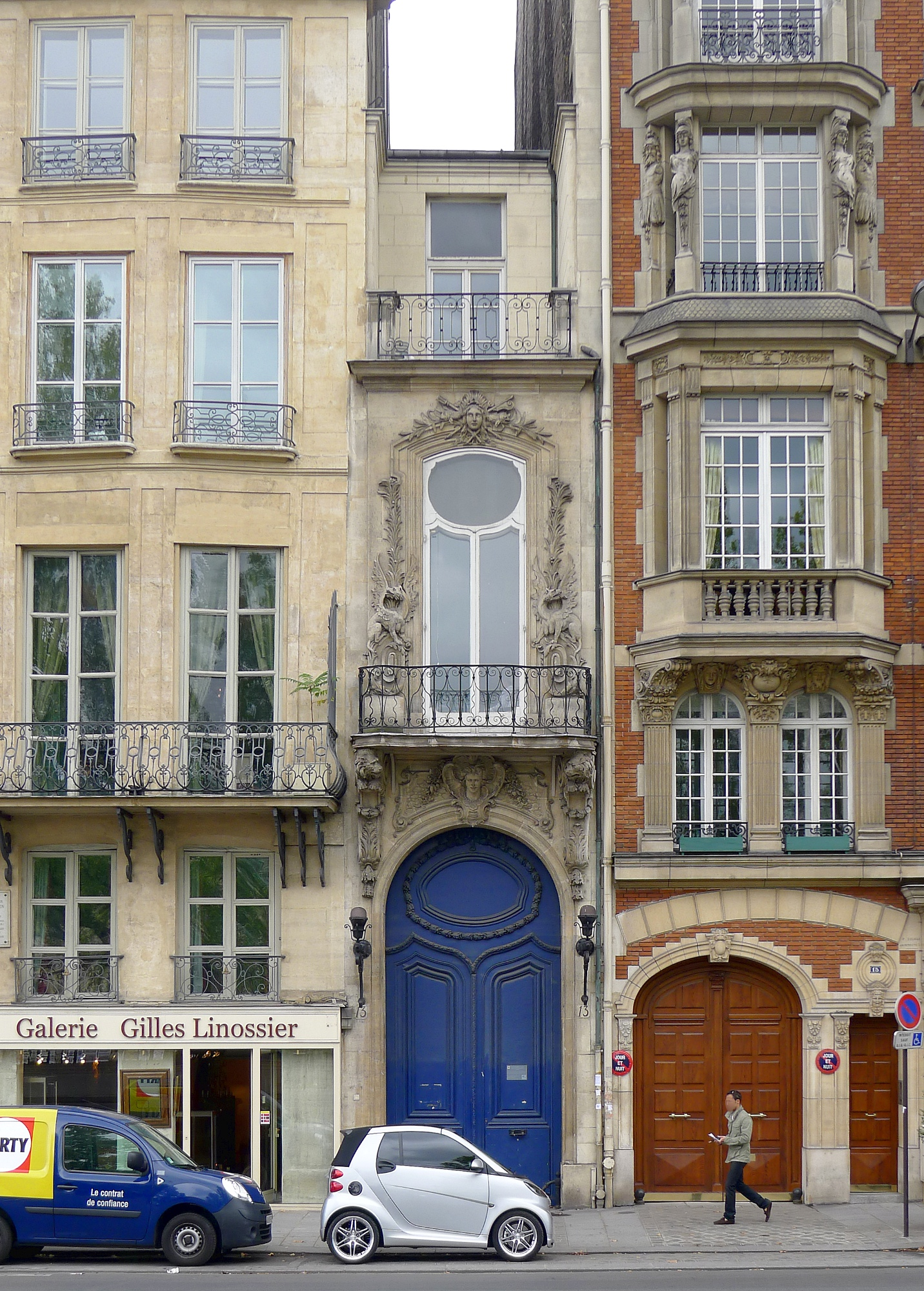
Façade du no 13, quai Voltaire.

L'Informateur colonial (sous-titré Organe de la France impériale) est un périodique bimensuel français publié à Paris, au 13, quai Voltaire, entre 1935 et 1949.
Il aborde différents thèmes : politique, littéraire, historique, voyages.
Sa publication s'achève avec le numéro 46 daté du 1er novembre 1949. Il prend alors le nom de L'Informateur de la France d'Outre-mer.